# Periglaciaal proces
Periglaciale verschijnselen zijn de verschijnselen rond gletsjers en vergletsjerde gebieden. Hierbij horen alle vervormingen van de grondlagen onder invloed van vorst dooi wind en sneeuwstormen. Deze zijn op te delen in twee groepen:
- Kryobature verschijnselen zijn alle verschijnselen rond bevriezen en ontdooien van grondwater. Een voorbeeld is permafrost, waarbij de grond permanent bevroren is. Een ander voorbeeld zijn pingo’s en palsa's. Dit zijn heuvels ontstaan door het bevriezen van grondwater. Dit bevroren water vormt een ijslens die de bodem opheft.
- Niveo-eolische werkingen zijn alle gevolgen van wind- en sneeuwstormen. Dit is bijvoorbeeld winderosie. Deze versterkt als er sneeuw- of ijsdeeltjes meegevoerd worden. Deze deeltjes kunnen ook worden afgezet, zodat dikke ijskappen ontstaan.